# 20 Comae Berenices
20 Comae Berenices är en vit stjärna i huvudserien  i stjärnbilden Berenikes hår. Stjärnan är av visuell magnitud +5,68 och synlig för blotta ögat vid god seeing. Den befinner sig på ett avstånd av ungefär 275 ljusår.